# مركزي (محافظة)
محافظة مركزي هي إحدى محافظات إيران الأحدی و الثلاثين. يعني اسمها: المحافظة الوسطى أو المركزية. يقدر عدد سكان المحافظة بحوالي 1.35 مليون نسمة. أكبر مدينة وعاصمتها هي اراك. تُعرف هذه المحافظة بالعاصمة الصناعية لإيران. في العصور القديمة كان هذا المكان يسمى العراق، والذي كان يسمى عراق العجم أثناء الهيمنة العربية لإيران، والتي شملت العديد من المحافظات المجاورة اليوم. تحد هذه المحافظة محافظتي البرز وقزوين من الشمال ومحافظة همدان من الغرب ومحافظة طهران من الشمال الشرقي ولرستان وأصفهان من الجنوب ومحافظتي قم وأصفهان من الشرق. تبلغ مساحتها 29530 كيلومترًا مربعًا وتحتل هذه المحافظة حوالي 1.82٪ من إجمالي مساحة الدولة. وفقًا لأحدث التقسيمات الوطنية، تضم المحافظة المركزي 12 مقاطعة و 23 حيًا و 32 مدينة و 66 قرية و 1،394 قرية مأهولة و 46 قرية غير مأهولة.

## الجغرافيا

### الجغرافيا الطبيعية

#### الطقس
يتنوع مناخ المحافظة بسبب وجود الجبال العالية وقربها من الحدود المركزية لإيران وقربها من جزء من هوز سلطان وصحراء ميغان ومنطقة مستجمعات المياه في بحيرة سولت ليك، فضلاً عن كونها تقع في تقاطع سلسلتين جبليتين البرز وزاغروس. كما أن اتجاه وتدفق الرياح الغربية - المتوسطية والرياح الأطلسية والكتل الهوائية ذات الضغط العالي في المحيط الهندي والتيارات الباردة في آسيا الوسطى تؤثر على الظروف المناخية للمحافظة. أهم أنواع المناخ في المحافظة: مناخ شبه صحراوي في مناطق مثل ساوه والزرندية، مناخ جبلي معتدل مع شتاء بارد وصيف معتدل في مدن مثل اراك وخمين وتفارش ومحلات. مناخ جبلي بارد مع شتاء بارد ومثلج وصيف بارد في الحدود الجغرافية لمدينة شازند . كما تتمتع بمناظر طبيعية خضراء في أجزاء من مدينة الفرحان ، وخاصة قرية قصر آصف.

#### السهول والصحاري
كانت محافظة المرکزي رطبة في العصر الرباعي وتسببت الأمطار في ذلك الوقت في جرف الرواسب بعيدًا عن الجبال وتراكمها في الأجزاء المنخفضة من السهول الخصبة مثل سهل الفراهان وسهل شازند وسهل ساوه و سهل زرند. أدنى نقطة في سهل مسیلة هي 950 مترًا فوق مستوى سطح البحر.

#### البحيرات والأراضي الرطبة
بحيرة میقان
تقع هذه البحيرة في الشمال الشرقي لأراك وفي سهل الفراهان ، وتتراوح مساحتها من مائة إلى مائة وعشرة كيلومترات مربعة حسب كمية الأمطار. مياه هذه البحيرة مالحة. من حيث المناخ تتميز بشتاء معتدل ولهذا فهي موطن للطيور وخاصة الطيور المهاجرة، في الخريف وأوائل الشتاء.
بحيرة خورهة
هذه البحيرة الدائمة هي واحدة من البحيرات المعدنية القليلة في محافظة المركزي. إنها عفوية وتحتوي على مركبات الكبريت بخلاف ذلك فهي مهمة بسبب موقعها التاريخي.
بحيرة قاسم آباد
هي بحيرة طبيعية في غرب خندب في منطقة جبلية بين قريتي أوشتيبي وقاسم أباد. تعتمد كمية المياه على هطول الأمطار بحيث تجف أحيانًا في فترات الجفاف، وتكون صالحة للملاحة في فترات هطول الأمطار الغزيرة. يبلغ عرضه ما بين كيلومترين وثلاثة كيلومترات وهو مكان تجمع للطيور المهاجرة في الخريف وبداية الشتاء.

#### الجبال
تشكل الخشونة 75٪ من مساحة المقاطعة. تمتد جبال المحافظة الوسطى التي تشكلت في العصر الثالث، من الشمال الغربي إلى الجنوب الشرقي. جبال المحافظة الوسطى مجموعتين، واحدة هي الجبال المركزية في مدن كوميجان وتفريش ومثل جبل الجوند الأحمر في قرية قصر آصف وأجزاء من ساوه والأخرى هي جبال زاغروس في جنوب المحافظة وفي مدينتي شازند وخمين.

## معرض الصور

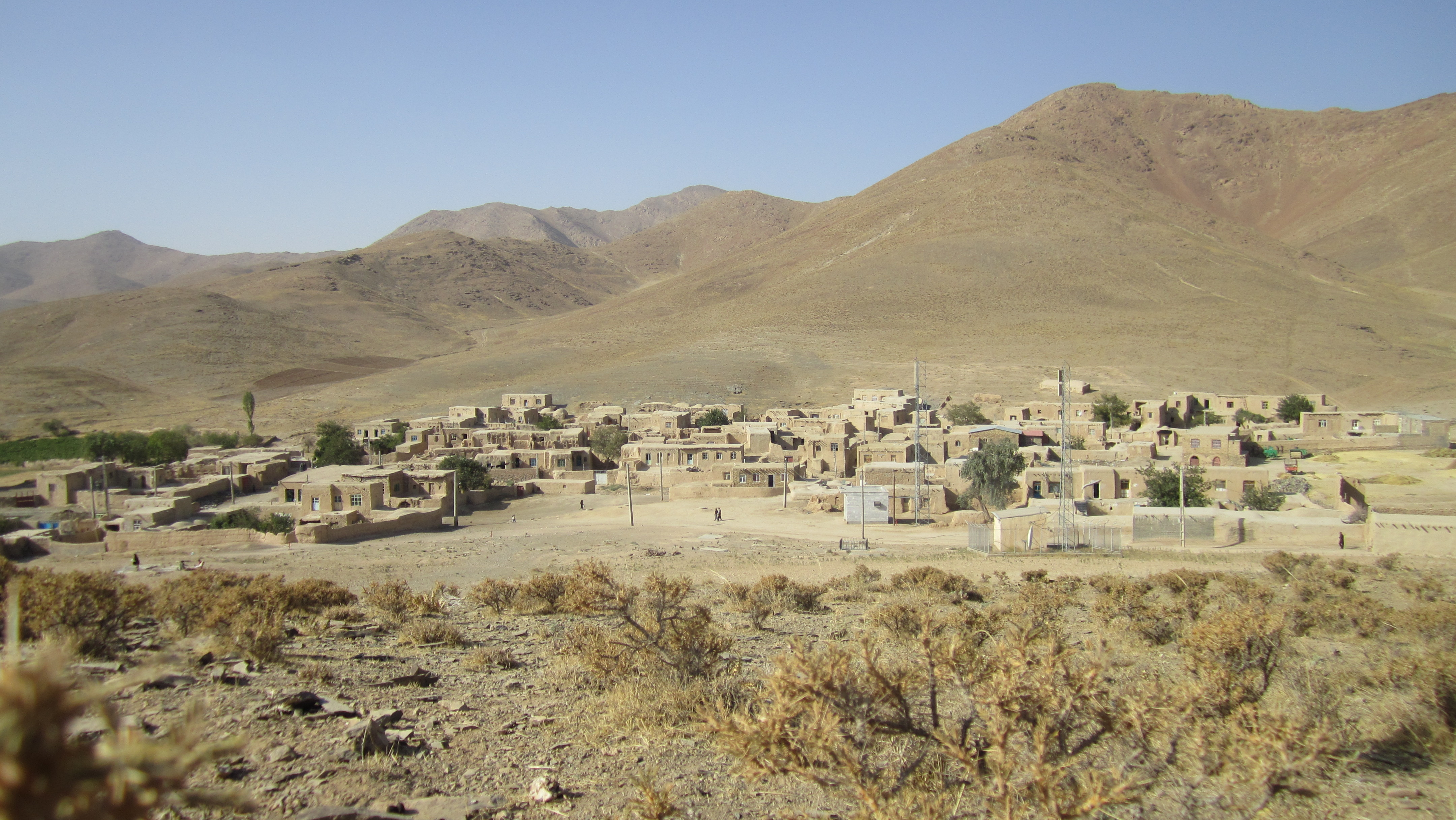
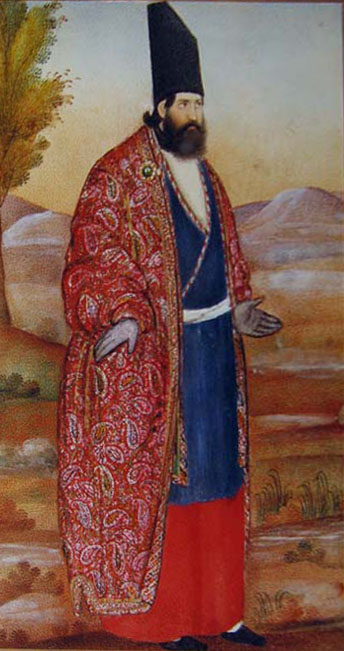
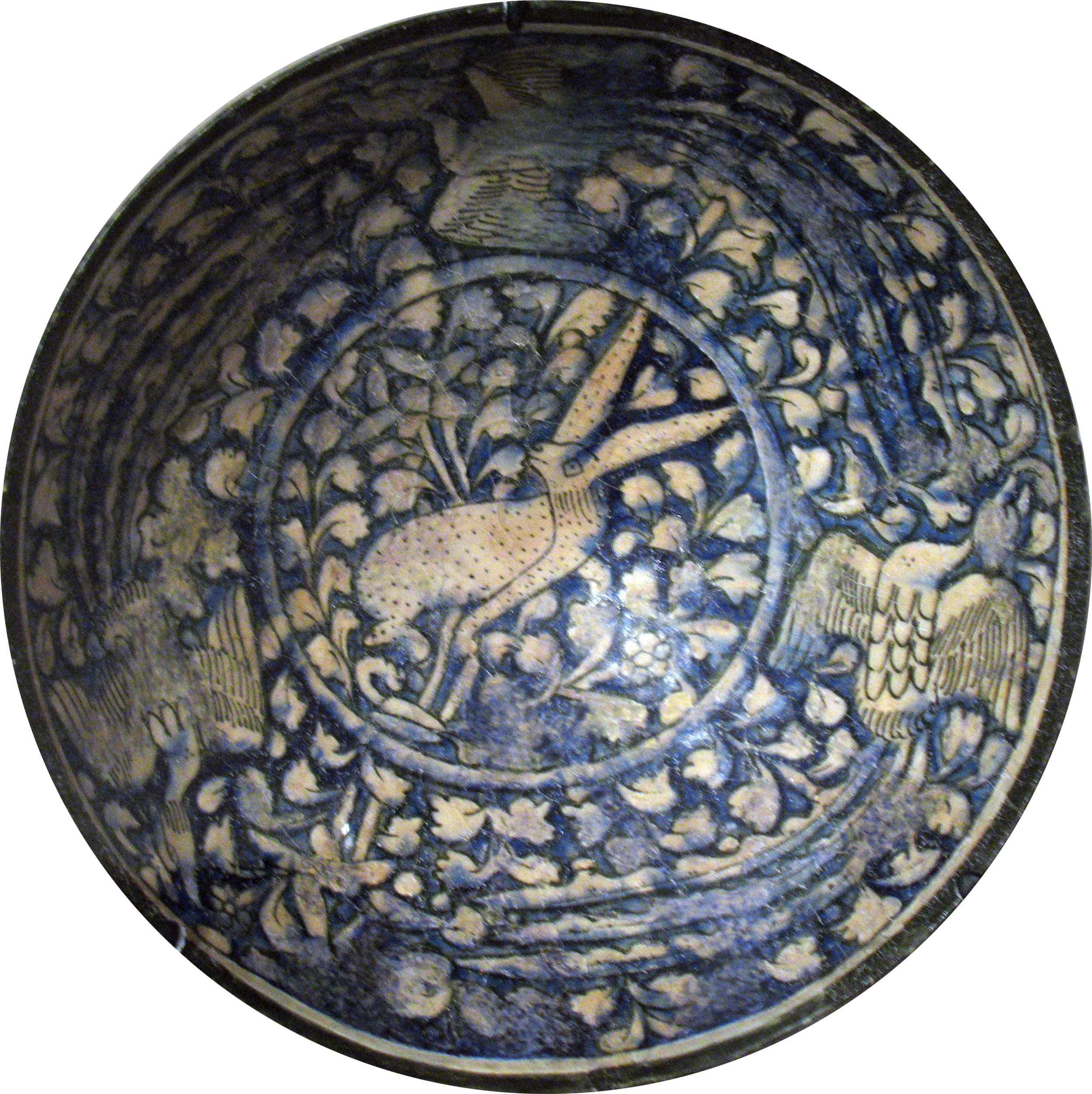